# Un tournant de la vie
Un tournant de la vie est un roman de Christine Angot paru en 2018.

## Synopsis
La narratrice rencontre Vincent, un ancien amant, et songe à quitter son compagnon Alex pour le rejoindre.

## Accueil
Fabienne Pascaud pour Télérama livre une critique positive du roman. Éric Neuhoff pour Le Masque et la Plume le qualifie de « roman à l'eau de rose totalement faiblard ». Dans la même émission, Arnaud Viviant estime le roman « très bien écrit » alors que Jean-Claude Raspiengeas le qualifie de « rédaction de 4ème ».

## Adaptation
Le roman a été adapté au cinéma dans un film réalisé par Claire Denis sous le titre Avec amour et acharnement.